# Spermacoce aristeguietiana
Spermacoce aristeguietiana är en måreväxtart som först beskrevs av Julian Alfred Steyermark, och fick sitt nu gällande namn av Rafaël Herman Anna Govaerts. Spermacoce aristeguietiana ingår i släktet Spermacoce och familjen måreväxter.
Artens utbredningsområde är Venezuela. Inga underarter finns listade i Catalogue of Life.